# USS Boston (CA-69)
Pour les autres navires du même nom, voir USS Boston.
L'USS Boston (CA-69) est un croiseur lourd de classe Baltimore entré en service dans l'US Navy durant la Seconde Guerre mondiale.

## Historique
Il est lancé en 1942 et incorporé dans l'United States Pacific Fleet, participant activement à la guerre du Pacifique.
En 1952, il est remis en chantier afin d'être transformé en croiseur lance-missiles, devenant ainsi le navire de tête de sa classe, la première de ce genre dans le monde.
Il participe alors à la guerre du Viêt Nam, avant d'être retiré du service le 5 mai 1970.